# Skidskytte vid olympiska vinterspelen 1976
Skidskytte vid olympiska vinterspelen 1976 bestod av tre tävlingar, avhållet vid Seefeld. Tävlingarna började den 13 februari.

## Medaljsummering
Tre nationer vann medaljer i skidskytte, Sovjetunionen ledde medaljtabellen med tre medaljer (2 guld, 1 brons). Nikolaj Kruglov ledde den enskilda medaljtabellen, vann det individuella loppet, tillägga en guldmedalj i stafetten.

## Medaljtabell
| Pl. | Nation        | Guld | Silver | Brons | Totalt |
| --- | ------------- | ---- | ------ | ----- | ------ |
| 1   | Sovjetunionen | 2    | 0      | 1     | 3      |
| 2   | Finland       | 0    | 2      | 0     | 2      |
| 3   | Östtyskland   | 0    | 0      | 1     | 1      |

## Medaljörer

### Herrar
| Gren                | Guld                                                                            | Guld       | Silver                                                         | Silver     | Brons                                                                | Brons      |
| Distans Detaljer... | Nikolaj Kruglov Sovjetunionen                                                   | 1:14:12.26 | Heikki Ikola Finland                                           | 1:15:54.10 | Aleksandr Elisarov Sovjetunionen                                     | 1:16:05.57 |
| Stafett Detaljer... | Sovjetunionen Aleksandr Elisarov Ivan Bjakov Nikolaj Kruglov Aleksandr Tichonov | 1:57:55.64 | Finland Henrik Flöjt Esko Saira Juhani Suutarinen Heikki Ikola | 2:01:45.58 | Östtyskland Karl-Heinz Menz Frank Ullrich Manfred Beer Manfred Geyer | 2:04:08.61 |